# Batalha da Montanha Cloyd
A Batalha da Montanha Cloyd foi uma vitória da União durante a Guerra Civil Americana, ocorrida na Virgínia Ocidental em 9 de maio de 1864 e que resultou na destruição da última conexão ferroviária do Tennessee para a Virgínia, importante rota de transporte dos Confederados.

## Circunstâncias
O general-de-brigada George Crook comandava as tropas da Virgínia Ocidental, formada por três brigadas da divisão de Kanawha. Quando Ulysses S. Grant lançou a ofensiva militar na primavera de 1864, dois exércitos da União tentaram tomar Richmond e o terceiro foi para o Vale de Shenandoah. As tropas de Crook também se envolveram na ofensiva e começaram a marchar pelos Montes Apalaches, no sudoeste da Virgínia. Seu objetivo era destruir a ferrovia Virginia- Tennessee, operando em conjunto com a ofensiva de William W. Averell que tinha metas similares. O general-de-brigada Albert G. Jenkins era o comandante de poucas unidades confederadas que protegiam a estrada de ferro. Jenkins assumira o comando um dia antes do exército de Crook se aproximar da ferrovia.
Durante a "Campanha de Gettysburg" em 1863, a brigada de Jenkins era formada por cavalarianos de Richard S. Ewell. Jenkins liderou seus homens através do Vale do Cumberland dentro da Pensilvânia e incendiou toda a vizinhaça da ferrovia, inclusive construções e pontes. Ele acompanhara a coluna de Ewell para Carlisle na Pensilvânia, havendo um confronto com uma milícia da União na Batalha de Sporting Hill, próxima a Harrisburg. Depois da Batalha de Gettysburg, Jenkins foi ferido em 2 de julho e não participou do restante da luta. Ele não se recuperaria até o outono. Durante o início de 1864 ele organizou uma grande força de cavalarianos para combaterem na Virgínia Ocidental. Em maio, Jenkins foi nomeado comandante do Departamento da Virgínia Ocidental que tinha o quartel-general em Dublin.

## As forças em oposição

### União
- Segunda Divisão - General de brigada George Crook
  - Primeira Brigada — Coronel Rutherford B. Hayes
    - 23ª Infantaria de Ohio — Tenente-Coronel James M. Comly
    - 36ª Infantaria de Ohio —  Coronel Hiram F. Devol
    - Destacamento, 34ª Infantaria de Ohio —
    - 5º Regimento da Cavalaria dos Voluntários da Virginia Ocidental (Desmontada) — Coronel A. A. Tomlinson
    - 6º Regimento da Cavalaria dos Voluntários da Virgínia Ocidental (Desmontada)

  - Segunda Brigada — Coronel Carr B. White
    - 12ª Infantaria de Ohio — Coronel J. D. Hines
    - 91ª Infantaria de Ohio Infantry — Coronel John A. Turley
    - 9º Regimento de Infantaria dos Voluntários da Virgínia Ocidental — Coronel I. H. Duval
    - 14º Regimento de Infantaria dos Volutnários da Virgínia Ocidental — Coronel D. D. Johnson

  - Terceira Brigada — Coronel Horatio G. Sickel
    - 3º Regimento Reserva da Pensilvânia — Capitão da União J. Lenhart
    - 4º Regimento Reserva da Pensilvânia — Coronel R. H. Woolworth
    - 11º Regimento dos Voluntários da Virgínia Ocidental — Coronel Daniel Frost
    - 15º Regimento de Infataria da Virgínia Ocidental — Tenente Coronel Thomas Morris

  - Artilharia
    - 1ª Bateria de Ohio — Capitão James R. McMullin
    - 1ª Bateria do Kentucky — Capitão David W. Glassie
- Divisão da Cavalaria — Brig. Gen. William Woods Averell
  - 1ª Brigada da Cavalaria — Brig. Gen. Alfred N. Duffie
    - 2º Regimento da Cavalaria dos Voluntários da Virgínia Ocidental — Coronel William H. Powell
    - Destacamento, 34º da Infantaria de Ohio — Tenente-Coronel John W. Shaw
    - Destacamento, 3º Regimento daq Cavalaria dos Voluntários da Virgínia Ocidental — Maj. Seymour B. Conger

  - Segunda Brigada da Cavalaria — Coronel J. M. Schoonmaker
    - 14ª Cavalaria da Pensilvânia
    - 1º Regimento da Cavalaria dos Voluntários da Virgínia Ocidental

### Confederados
Departamento do Sudeste da Virgínia — General de Brigada Albert G. Jenkins (mortalmente ferido e capturado); John McCausland
- 4ª Brigada - Coronel John McCausland
  - 45º Regimento de Infantaria da Virginia
  - 60º Regimento de Infantaria da Virgínia
  - 36ª da Virginia (apenas companhia "A")
  - 400 desmontados da 10ª Cavalaria do Kentucky
  - Guardas
- Brigada de Morgan — Brig. Gen. John Hunt Morgan (brigadistas que chegaram tarde e tomaram parte apenas da retirada)
  - 5ª Cavalaria do Kentucky - Coronel D. Howard Smith

## Batalha

Local da batalha no condado de Pulaski na Virgínia

Jenkins decidiu ficar na Montanha Cloyd e construiu uma forte posição defensiva. Quando Crook chegou ele optou por um assalto frontal mas concluiu que as fortificações confederadas eram bem fortes e que podiam dizimar seu exército. Ele circundou a área de floresta e usou isso como cobertura para cercar os confederados pelo flanco direito.
Crook começou a batalha com o fogo da artilharia e enviou a brigada verde da Virgínia Ocidental do Coronel Carr B. White para o flanco. Crook permaneceu com duas brigadas sob o comando de Horatio G. Sickel e do futuro presidente dos Estados Unidos Rutherford B. Hayes e partiu para o ataque frontal enquanto os verdes estavam a caminho. A brigada de Carr, no primeiro momento da luta, avançou cerca de 20 metros da posição inimiga até começar a sofrer pesadas baixas e ter que recuar. Crook, moveu-se com a brigada de Hayes e desmontou.
As tropas tiveram de lutar com os confederados corpo-a-corpo. Houve incêndio e muitos homens das brigadas de Sickel e Hayes foram queimados. As duas brigadas começaram a recuar quando  Crook enviou dois regimentos descansados para a frente que estava Hayes. Os virginianos ocidentais finalmente avançaram contra os canhões. As tropas de Ohio começaram a atacar a força central dos confederados. Nesse momento Jenkins foi mortalmente ferido e capturado pelos soldados da União. Seu segundo-em-comando, John McCausland, assumiu o comando da retirada.

## Resultados
A batalha da Montanha Cloyd foi curta e envolveu pequeno número de combatentes, mas se tornou uma das mais selvagens lutas da guerra. As  baixas foram proporcionalmente bastante altas. Crook perdeu 688 homens, cerca de 10% da sua força. Os confederados perderam menos homens: 538 ou 23% das suas forças. A batalha foi considerada uma vitória da União pois Crook conseguiu o que queria: destruiu a estação ferroviária de Dublin. Averell também acabou com muitas pontes e trilhos, atingindo uma linha vital de suprimentos dos confederados.